# Erica myriocodon
Erica myriocodon är en ljungväxtart som beskrevs av Guthrie och Bolus. Erica myriocodon ingår i släktet klockljungssläktet, och familjen ljungväxter. Inga underarter finns listade i Catalogue of Life.